# Neuronema anzobicum
Neuronema anzobicum is een insect uit de familie van de bruine gaasvliegen (Hemerobiidae), die tot de orde netvleugeligen (Neuroptera) behoort. 
Neuronema anzobicum is voor het eerst wetenschappelijk beschreven door Makarkin in 1986.